# Vương quốc Sarawak
Vương quốc Sarawak (còn gọi là Quốc gia Sarawak; Hán-Việt: Sa Lạp Việt 砂拉越) là một lãnh thổ bảo hộ của Anh nằm tại phần tây bắc của đảo Borneo. Quốc gia này ban đầu có vị thế là một vương quốc độc lập, hình thành sau khi một người Anh tên là James Brooke thu được nhượng địa từ Vương quốc Brunei. Vương quốc này được Hoa Kỳ công nhận là một quốc gia độc lập vào năm 1850, và Anh Quốc cũng làm như vậy vào năm 1864.
Sau khi được công nhận, Brooke bành trướng lãnh thổ của vương quốc này bằng cách thôn tính thêm lãnh thổ của Brunei. Một số cuộc khởi nghĩa lớn nổ ra nhằm chống lại quyền cai trị của ông, khiến ông phải mắc nợ để có thể trấn áp các cuộc khởi nghĩa, và khiến nền kinh tế trì trệ vào thời gian đó. Cháu trai của ông là Charles Brooke kế vị và bình thường hóa tình hình bằng cách cải thiện tình trạng kinh tế, giảm nợ công và xây dựng hạ tầng công cộng. Vương quốc trở thành một lãnh thổ bảo hộ thuộc Anh vào năm 1888.
Nhằm thúc đẩy tăng trưởng kinh tế, vị Rajah thứ nhì đã khuyến khích các lao công người Hoa từ Trung Quốc và Singapore đến làm việc trong lĩnh vực nông nghiệp. Nhờ kinh tế có quy hoạch phù hợp và ổn định, Sarawak trở nên thịnh vượng và nổi lên thành một trong những nơi sản xuất hạt tiêu lớn của thế giới, ngoài ra còn có dầu mỏ và mở các đồn điền cao su. Người kế vị tiếp theo là Charles Vyner Brooke, song Chiến tranh thế giới thứ hai và sự kiện quân đội Nhật Bản xâm chiếm dẫn đến kết cục là kết thúc chính quyền Raj và bảo hộ. Lãnh thổ này được đặt dưới chính quyền quân sự của Anh khi Nhật Bản đầu hàng vào năm 1945, và được nhượng cho Anh làm một thuộc địa hoàng gia vào năm 1946.

## Lịch sử

### Thời kỳ đầu

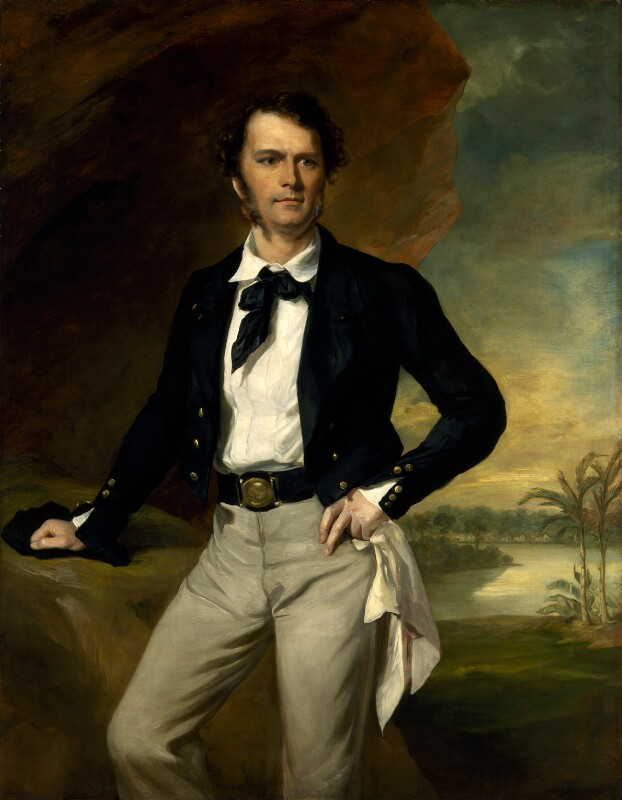
James Brooke là nhân vật khai quốc.

Vương quốc Sarawak do James Brooke thành lập, ông là một nhà thám hiểm người Anh. Sau khi phục vụ trong Chiến tranh Anh-Miến thứ nhất và bị thương nặng trong giao tranh, Brooke trở về Anh vào năm 1825 để dưỡng thương, song không thể trở lại Ấn Độ đúng thời hạn. Do nghỉ phép quá lâu nên chức vụ của ông trong quân đội bị mất, song ông được nhận một khoản trợ cấp từ chính phủ. Ông tiếp tục từ Ấn Độ sang Trung Quốc để cải thiện sức khỏe của mình.
Trên đường đến Trung Quốc vào năm 1830, ông trông thấy các đảo thuộc quần đảo Mã Lai, là nơi người châu Âu nói chung còn chưa biết đến. Ông được truyền cảm hứng từ các câu chuyện phiêu lưu về thành công của Công ty Đông Ấn Anh, đây cũng là thể chế mà cha ông từng phục vụ. Ông đặc biệt ấn tượng trước các nỗ lực của Stamford Raffles nhằm bành trướng ảnh hưởng của công ty tại quần đảo Mã Lai, ông mua một chiếc thuyền buồm mang tên là Royalist với 30.000 bảng được cha để lại. Ông tập hợp một thủy thủ đoàn cho tàu, bắt đầu đi sang Viễn Đông vào ngày 27 tháng 10 năm 1838. Đến tháng 7 năm 1839, ông đến được Singapore và tiếp xúc với một số thủy thủ người Anh từng bị đắm tàu và nhận được giúp đỡ từ Pengiran Raja Muda Hashim, chú của Sultan Brunei Omar Ali Saifuddin II.
Brooke ban đầu lên kế hoạch đến vịnh Marudu tại phần tây bắc Borneo song vị toàn quyền của Anh tại Singapore yêu cầu ông đi cảm ơn Raja Muda Hashim tại phần tây nam Borneo. Tháng sau, ông đến bờ biển phía tây của đảo vào đến ngày 14 tháng 8 năm 1839, ông cập bến bên bờ sông Sarawak và gặp Hashim để chuyển thông điệp. Raja nói với Brooke rằng ông ta hiện diện trong khu vực là nhằm kiềm chế một cuộc khởi nghĩa chống lại Vương quốc Brunei, có nguyên nhân từ các chính sách đàn áp của Pengiran Indera Mahkota, một người họ hàng của Sultan. Mahkota trước đó được Sultan phái đi giữ độc quyền antimon trong khu vực; kết quả là gây ảnh hưởng trực tiếp đến thu nhập của người Mã Lai tại địa phương và làm tăng nỗi thất vọng của người Dayak lục địa bản địa, nhóm này bị buộc phải làm việc trong các mỏ khai khoáng trong khoảng 10 năm. Cũng có cáo buộc rằng cuộc khởi nghĩa chống lại Brunei được giúp đỡ từ các thế lực lân cận là Vương quốc Hồi giáo Sambas và Đông Ấn Hà Lan vì họ muốn thiết lập các quyền lợi kinh tế đối với antimon. Hashim nỗ lực nhằm ngăn chặn khởi nghĩa song vô ích, ông ta tìm kiếm giúp đỡ trực tiếp từ Brooke.
Trước lời đề nghị này, một lực lượng được lập nên gồm người bản địa tại địa phương và do Brooke lãnh đạo, lực lượng này tạm thời ngăn được cuộc khởi nghĩa. Brooke có phần thưởng là một lượng lớn antimon từ các mỏ tại địa phương và được ủy quyền tại sông Sarawak. Kể từ đó, Brooke bị lôi kéo vào các chiến dịch của Hashim nhằm khôi phục trật tự trong khu vực. Brooke trở về Singapore và dành thêm sáu tháng đi dọc bờ biển của quần đảo Celebes trước khi quay lại Sarawak vào ngày 29 tháng 8 năm 1840.

### Thành lập

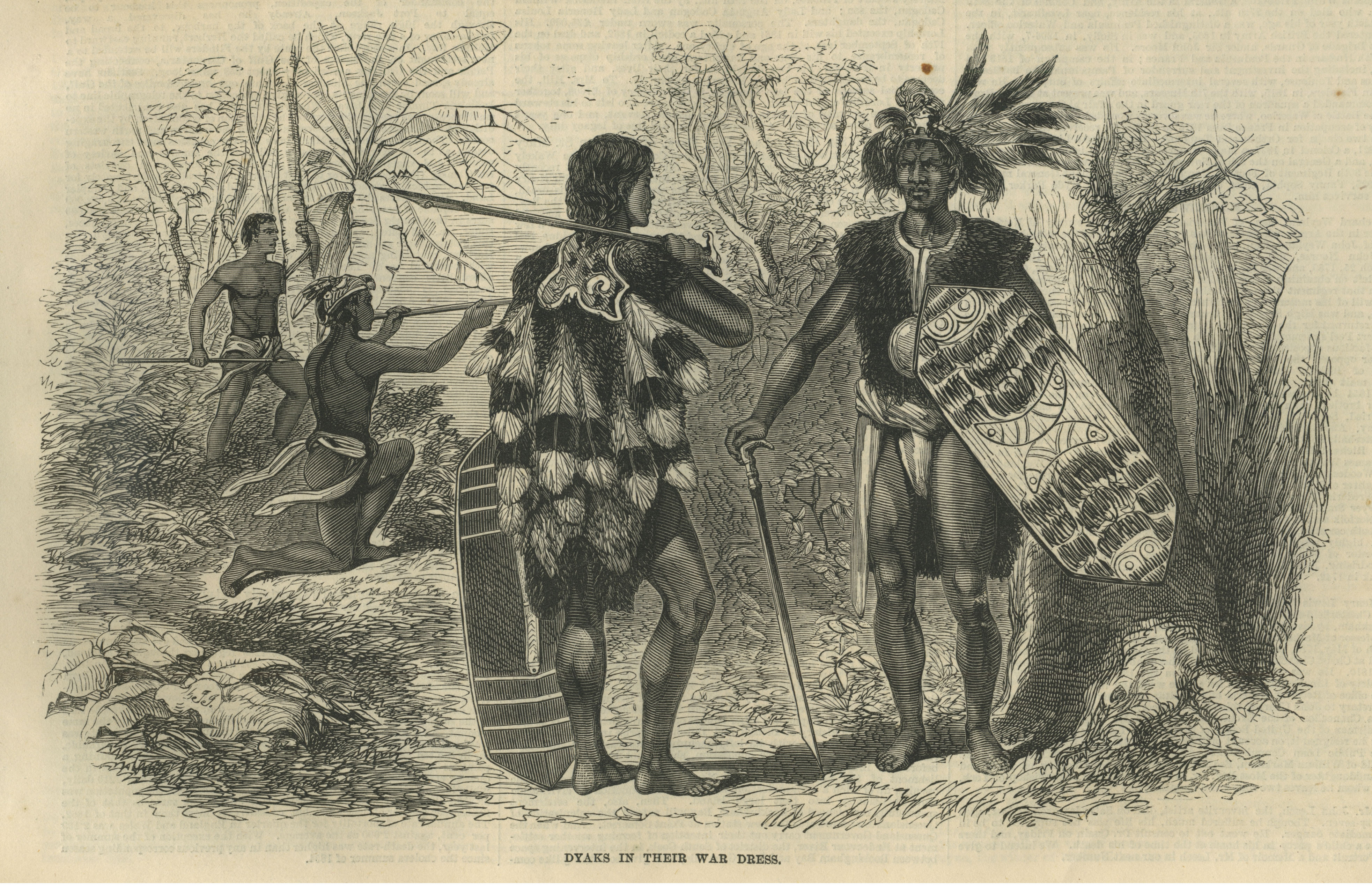
Người Dayak sau này đi theo Brooke, và trở thành lực lượng trung thành nhất với vương quốc cùng với người Mã Lai địa phương tại Sarawak.

Khi ông quay lại Sarawak, cuộc khởi nghĩa chống lại quyền cai trị của Brunei vẫn tiến triển. Ông thành công trong việc trấn áp hoàn toàn cuộc khởi nghĩa và ân xá cho phiến quân được gia nhập phe của mình, cũng như cho họ giữ chức vụ hành chính song bị hạn chế quyền lực. Hashim ban đầu từ chối ân xá và muốn hành quyết toàn bộ các phiến quân, song Hashim bị Brooke thuyết phục do ông giữ một vai trò lớn trong việc trấn áp này. Nhằm đổi lấy việc Brooke tiếp tục ủng hộ Vương quốc Brunei và nộp tô 500 bảng Anh, ông được Vương quốc Brunei trao cho khu vực Kuching; khu vực sau này trở thành tỉnh lớn thứ nhất Sarawak. Tuy nhiên, Hashim bắt đầu cân nhắc cẩn thận về việc trao lãnh thổ cho Brooke, nghi ngờ này do Mahkota thổi bùng lên do quyền lực của người này trong khu vực bị tước mất để trao cho Brooke. Điều này khiến Hashim liên tục trì hoãn công nhận nhượng địa và khiến Brooke tức giận. Ngày 24 tháng 9 năm 1841, Brooke cùng với thuyền Royalist được vũ trang đầy đủ đã lên bờ và tới phòng khách của Hashim và yêu cầu ông ta thương lượng. Hashim có ít lựa chọn và đổ phần lớn tội trạng cho Mahkota rồi tuyên bố Brooke là Rajah. Brooke ban hành các luật mới cho lãnh thổ, theo đó cấm chỉ chế độ nô lệ, săn đầu người và cướp biển; và đến tháng 7 năm 1842, việc bổ nhiệm này được Sultan Omar Ali Saifuddin II xác nhận.

Quốc kỳ đầu tiên của vương quốc, từ năm 1841 đến năm 1848, thể hiện Thập tự Thánh George.

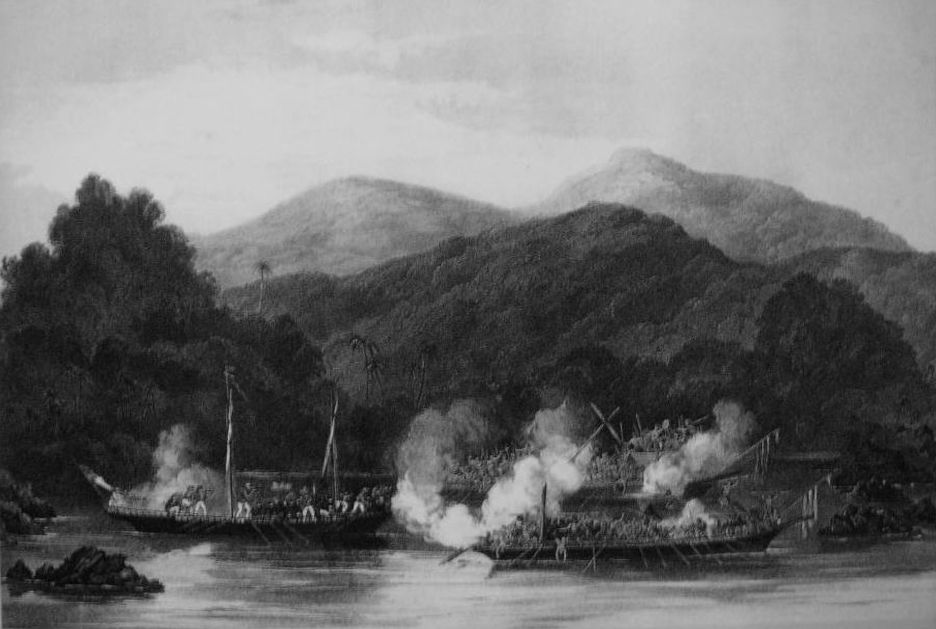
Cướp biển tấn công một tàu của Brooke vào năm 1843.

Nhằm ngăn ngừa có thêm xung đột với Brunei, Brooke hy vọng cải cách chính quyền của vương quốc này và lập nên một chính phủ thân Anh thông qua Hashim và anh/em của ông ta là Pengiran Badruddin. Đến tháng 10 năm 1843, Brooke đưa hai người đến Brunei, cùng với Đô đốc Edward Belcher của Hải quân Hoàng gia Anh. Ông đề nghị cho Hashim thay thế chức vụ Bendahara của Pengiran Yusof, và yêu cầu Sultan cam kết trấn áp nạn hải tặc trong lãnh địa của mình, cũng như nhượng lại đảo Labuan cho người Anh (dù chính phủ Anh không yêu cầu điều này). Vị thế Rajah và một lãnh sự cho người Anh của Brooke vào khi đó vẫn là vấn đề gây tranh luận tại Anh do ông không được chính phủ Anh công nhận để đại diện cho thần dân Anh. Một cách gián tiếp, Brooke đã can dự vào tranh chấp nội bộ triều đại của Brunei. Kể từ năm 1844, Brooke tích cực giúp đỡ trấn áp nạn hải tặc tại các vùng duyên hải tại phần phía tây và phía bắc của Borneo cùng với Đô đốc Henry Keppel; trong quá trình trấn áp hải tặc họ đã đương đầu với Mahkota, nhân vật này khi đó lập liên minh với một thủ lĩnh cướp biển người Dayak Biển, Mahkota bị bắt trong cùng năm.

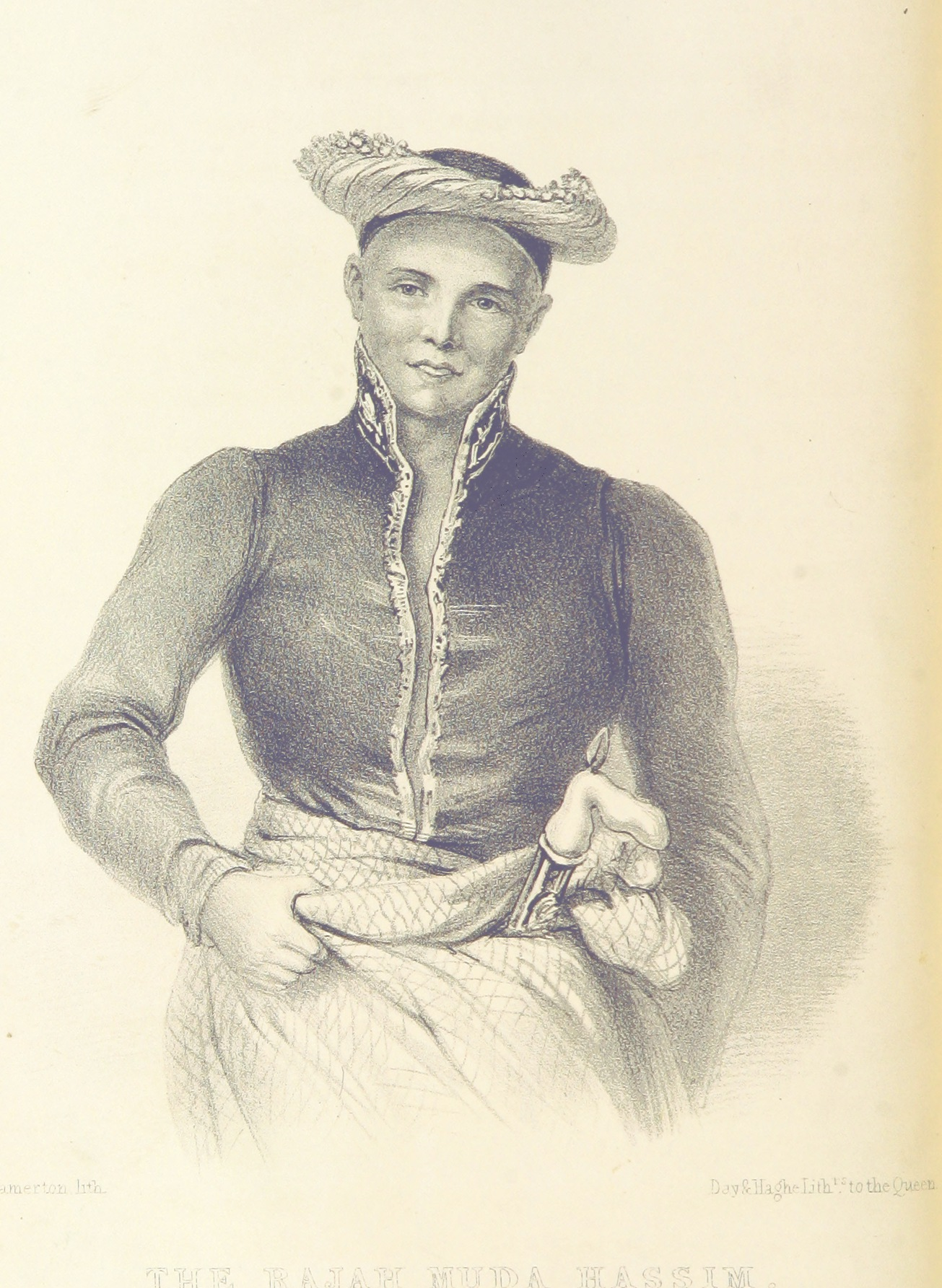
Bức phác họa của Pengiran Raja Muda Hashim, một bằng hữu thân cận của Brooke, k. 1846.

Hashim thành công trong việc thiết lập một vị thế hợp pháp tại thị trấn Brunei để trở thành Sultan kế tiếp sau khi đánh bại được thế lực cướp biển dưới quyền Yusof. Yusof là một quý tộc được Sultan yêu mến, và với chiến thắng của Hashim thì con trai của Sultan Omar Ali Saifuddin II mất cơ hội kế vị. Mahkota trở về Brunei vào năm 1845 sau khi bị bắt tại Sarawak vào năm 1844 và trở thành cố vấn của Sultan khi Yusof bị xử tử. Ông ta thuyết phục Sultan ra lệnh hành quyết Hashim, sự hiện diện của Hashim trở nên không được hoan nghênh trong vương thất, đặc biệt là do quan hệ thân thiết của ông với Brooke vốn có lợi cho chính sách của Anh.
Theo lệnh của Sultan, Hashim và anh/em là Badruddin cùng với gia đình của họ bị ám sát vào năm 1846. Brooke phẫn nộ khi biết tin, ông tổ chức một đoàn viễn chinh đi báo thù cho cái chết của Hashim cùng với giúp đỡ của Cochrane từ Hải quân Hoàng gia.. Ngày 8 tháng 7, họ khai hỏa từ mọi vị trí vào thủ đô Brunei với ít thiệt hại. Mahkota và Sultan rút về thượng nguồn trong khi hầu hết dân chúng chạy trốn, còn lại Pengiran Mumin vốn là một đối thủ của con trai Sultan. Người Anh tàn phá các công sự trong thị trấn và mời dân chúng trở về, còn Sultan vẫn trốn trong rừng rậm. Brooke ở lại Brunei với Đô đốc Rodney Mundy trong khi đội viễn chinh chủ yếu vẫn tiếp tục sứ mệnh của họ nhằm trấn áp nạn cướp biển tại miền bắc Borneo.
Brooke cuối cùng thuyết phục được Sultan trở về thủ đô, tại đây Sultan rốt cuộc lấy làm tiếc về vụ giết Hashim và gia đình bằng một bức thư tạ lỗi đến Nữ hoàng Victoria. Sultan công nhận thẩm quyền của Brooke đối với Sarawak và quyền lợi khai mỏ trên khắp lãnh thổ, không yêu cầu ông phải trả bất kỳ khoản cống nạp nào cũng như trao đảo Labuan cho người Anh. Brooke rời khỏi Brunei và để Mumin phụ trách cùng với Mundy canh phòng Sultan cho đến khi chính phủ Anh có quyết định cuối cùng về việc nhận đảo. Sultan cũng đồng ý cho phép quân đội Anh trấn áp toàn bộ nạn cướp biển dọc bờ biển Borneo.

### Những năm sau

Quốc kỳ thứ nhì của vương quốc, từ năm 1848 đến năm 1870.

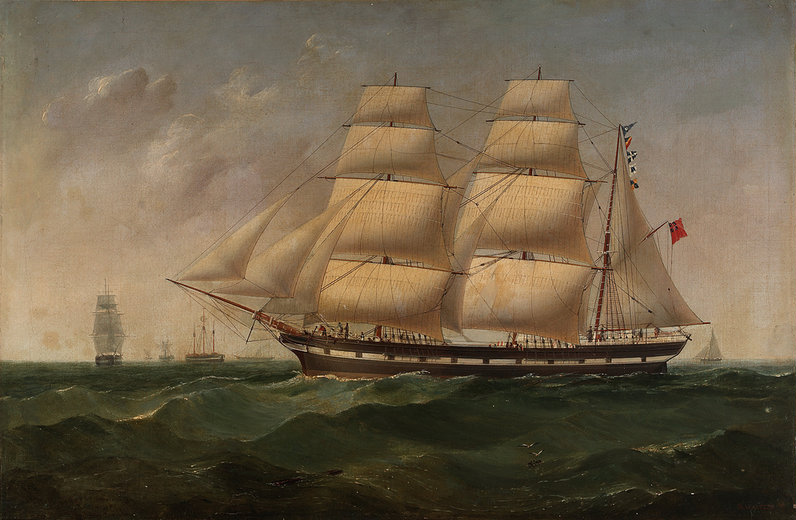
Một thuyền của Anh được đặt tên là Rajah of Sarawak, theo James Brooke (Samuel Walters vẽ, k. 1850).

Sang năm 1847, Brooke yêu cầu Sultan của Brunei ký kết một hiệp ước khác nhằm ngăn chặn vương quốc này tham gia bất kỳ hiệp định nhượng địa nào với bất kỳ thế lực ngoại quốc nào khác, đặc biệt là sau chuyến thăm của USS Constitution vào năm 1845. Tuy nhiên, chính sách của Hoa Kỳ khi đó không có ý định thiết lập bất kỳ sự hiện diện vững chắc nào tại châu Á và Thái Bình Dương. Đến năm 1850, Hoa Kỳ công nhận vương quốc của Brooke là một quốc gia độc lập. Sultan Omar Ali Saifuddin II mất vào năm 1852 và người kế vị là Mumin, chứng tỏ Brooke thành công khi nỗ lực lập nên một chính phủ thân Anh tại Brunei. Sultan sau đó nhượng lại các khu vực Saribas và Skrang cho Brooke vào năm 1853 do xung đột với cướp biển, vùng này sau đó trở thành tỉnh thứ hai.
Ba cuộc khởi nghĩa lớn nổ ra dưới quyền lãnh đạo của Rentap (1853), Liu Shan Bang (1857) và Syarif Masahor (1860) đã làm lung lay chính quyền của Rajah, cộng thêm điều kiện kinh tế đình đốn lúc bấy giờ đã khiến cho Brooke mắc nợ. Ông chuyển sang kế hoạch nhượng lại vương quốc của mình cho người Anh để giải quyết số nợ; ý tưởng này được một số nghị viên và doanh nhân Anh ủng hộ, song nó bị Thủ tướng Edward Smith-Stanley bác bỏ do lo ngại rằng việc áp dụng một hệ thống thuế của Anh sẽ gây sửng sốt trong cư dân so với thi hành hệ thống thuế riêng của họ dưới quyền Rajah. Brooke sau đó nghĩ đến việc bán vương quốc của mình cho Bỉ, Pháp, Nga hoặc giao lại cho Brunei hoặc cho các thế lực châu Âu khác thay vì cho thực dân Hà Lan láng giếng vốn đã sẵn sàng chiếm vương quốc của ông. Ý định của Brooke bị các vị thống đốc Anh lân cận không ưa, như Thống đốc Labuan Hennessy bày tỏ cảm giác rằng dù tôn trọng cao độ Rajah song chỉ nhìn nhận vương quốc này là một quốc gia chư hầu của Brunei.
Trước khi trấn áp nạn cướp biển, một trận chiến lớn với cướp biển Moro từ miền nam Philippines diễn ra vào giữa tháng 11 năm 1862. Năm 1864, Anh bổ nhiệm một lãnh sự đến Sarawak và công nhận vương quốc, còn Hà Lan thì từ chối công nhận. Sau khi được Anh công nhận, Brooke bành trướng vương quốc của mình bằng cách chiếm lãnh thổ của Brunei. Năm 1861, ông giành được lưu vực sông Rajang rộng lớn, khu vực này sau đó trở thành tỉnh thứ ba. Quá trình bành trướng tiếp tục sau khi ông mất vào năm 1868; người kế vị ông là cháu trai Charles Brooke, con của em gái ông.
Dưới chính quyền của Charles, nền kinh tế của vương quốc tăng trưởng nhanh chóng, đặc biệt là sau khi phát hiện được dầu mỏ, du nhập cây cao su, và xây dựng cơ sở hạ tầng công cộng, chúng là ưu tiên chính của ông để bình ổn điều kiện kinh tế và giảm nợ công. Ông khuyến khích người Hoa nhập cư để thúc đẩy kinh tế, đặc biệt là trong lĩnh vực nông nghiệp; hầu hết trong số họ định cư quanh Kuching (chủ yếu là người Mân Nam và Triều Chiêu), Sibu (chủ yếu là người Phúc Châu) và Sri Aman (chủ yếu là người Triều Châu). Charles được tín nhiệm và tôn trọng nhờ công bằng và nghiêm ngặt, song ông không được lòng dân Mã Lai địa phương nhiều như bác mình, trong khi đó ông là một người bạn thân thiết đối với người Dayak. Sarawak thịnh vượng dưới quyền cai trị của ông và vương quốc không tìm kiếm sự bảo hộ từ bất kỳ cường quốc châu Âu nào, song các yêu cầu người Anh bảo hộ vào năm 1869 và 1879 bị bác bỏ. Charles tiếp tục tìm kiếm sự bảo hộ từ người Anh đối với an ninh mở rộng trên bờ biển phía tây của Borneo, người Anh cuối cùng quyết định trao vị thế lãnh thổ bảo hộ vào ngày 14 tháng 6 năm 1888. Ông cai trị Sarawak cho đến khi mất vào năm 1917, người cai trị là con trai ông, Charles Vyner Brooke.

### Chiến tranh thế giới thứ hai và suy thoái

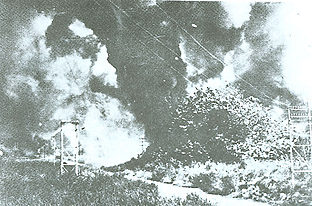
Nhà máy lọc dầu Lutong và các khi chứa bị người Anh phá hủy trước khi quân Nhật tiến đến.

Sau Chiến tranh thế giới thứ nhất, Đế quốc Nhật Bản bắt đầu bành trướng phạm vi của họ tại châu Á và Thái Bình Dương. Vyner nhận thức được mối đe dọa ngày càng lớn và bắt đầu tiến hành các cải cách. Theo hiệp định bảo hộ, Anh chịu trách nhiệm về phòng thủ của Sarawak. Tuy nhiên, người Anh không có đủ nguồn lực để bảo vệ một cách hữu hiệu do hầu hết lực lượng của họ được triển khai đến mặt trận tại châu Âu chống Đức-Ý. Vấn đề phòng thủ vương quốc dựa vào một trung đoàn Ấn Độ duy nhất là Trung đoàn Punjab 2/15 cùng với lực lượng địa phương của Sarawak và Brunei. Do Sarawak có một lượng đáng kể các nhà máy lọc dầu tại Miri và Lutong, người Anh lo ngại rằng các nguồn cung này sẽ rơi vào tay người Nhật và do đó chỉ thị cho bộ binh tiến hành chính sách tiêu thổ.

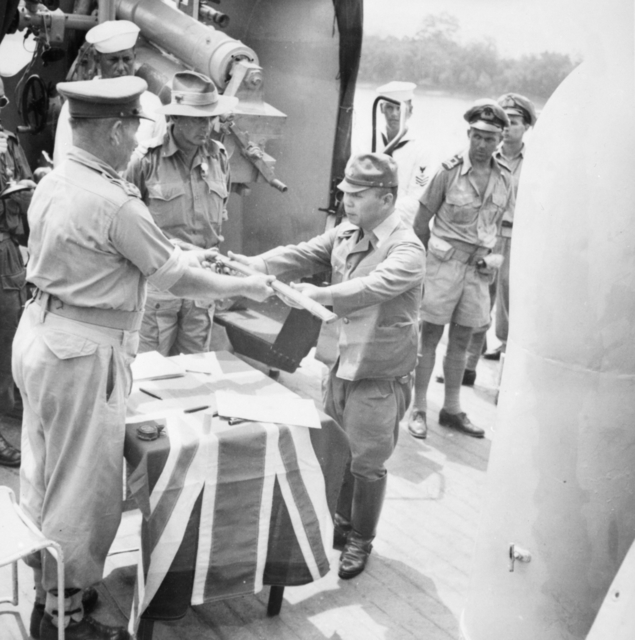
Lễ đầu hàng chính thức của người Nhật trước Lực lượng Đế quốc Úc (AIF) trên khoang tàu tại Kuching vào ngày 11 tháng 9 năm 1945.

Ngày 16 tháng 12 năm 1941, một lực lượng hùng mạnh của Hải quân Nhật Bản đi trên tàu Japanese destroyer Sagiri từ vịnh Cam Ranh đến Miri. Quân đội Nhật Bản sau đó phát động không kích vào Kuching vào ngày 19 tháng 12, ném bom sân bay của thị trấn và bắn hàng loạt cư dân trên đường phố thị trấn. Cuộc tấn công tạo ra nỗi hoảng sợ và khiến cư dân di tản đến các khu vực nông thôn. Một tàu ngầm của Hà Lan HNLMS K XVI đối phó được với người Nhật đến từ Miri song khi tàu Japanese destroyer Shirakumo đến cùng các tàu khác thì chúng chiếm được thị trấn vào ngày 24 tháng 12. Từ ngày 7 tháng 1 năm 1942, các binh sĩ Nhật Bản tại Sarawak vượt qua biên giới sang Borneo thuộc Hà Lan và tiến tới Bắc Borneo. Trung đoàn Punjab 2/15 buộc phải triệt thoái sang Borneo thuộc Hà Lan và sau đó đầu hàng vào ngày 9 tháng 3 sau khi hầu hết quân Đồng Minh tại Java đầu hàng. Một chiếc tàu hơi nước của vương quốc mang tên SS Vyner Brooke bị đắm trong nhiệm vụ sơ tán các y tá và binh sĩ bị thương sau khi Singapore thất thủ, hầu hết thủy thủ đoàn sống sót bị thảm sát trên đảo Bangka.
Do không có lực lượng phòng không, vương quốc cũng như phần còn lại của đảo thất thủ trước người Nhật, còn Vyner đến tị nạn tại Úc. Nhiều binh sĩ Anh và Úc bị bắt giữ sau khi Malaya và Singapore thất thủ đã bị đưa đến Borneo và bị giam giữ trong thân phận tù binh chiến tranh (POW) trong trại giam Batu Lintang thuộc Sarawak và trại giam Sandakan thuộc Bắc Borneo. Nhà cầm quyền quân sự Nhật Bản đặt phần phía nam Borneo dưới quyền của hải quân, còn lục quân chịu trách nhiệm quản lý phần phía bắc. Nằm trong chiến dịch của Đồng Minh nhằm tái chiếm các thuộc địa của họ tại phương Đông, lực lượng Đồng Minh được phái đến Borneo trong chiến dịch Borneo nhằm giải phóng đảo. Lực lượng Đế quốc Úc (AIF) giữ một vai trò quan trọng trong sứ mệnh này. Đơn vị đặc biệt Z của Đồng Minh cung cấp tình báo và các thông tin khác từ người Nhật có thể tạo thuận lợi đến AIF đổ bộ. Hầu hết các thị trấn lớn của Sarawak bị ném bom trong giai đoạn này. Chiến tranh kết thúc vào ngày 15 tháng 8 năm 1945 sau khi Nhật Bản đầu hàng và quyền cai quản Sarawak thuộc về Chính quyền quân sự Anh (BMA) kể từ tháng 9. Vyner trở về để quản lý lãnh thổ song quyết định nhượng toàn bộ vương quốc cho chính phủ Anh để làm một thuộc địa hoàng gia vào ngày 1 tháng 7 năm 1946 do thiếu nguồn lực để đáp ứng chi phí tái thiết.

## Chính phủ

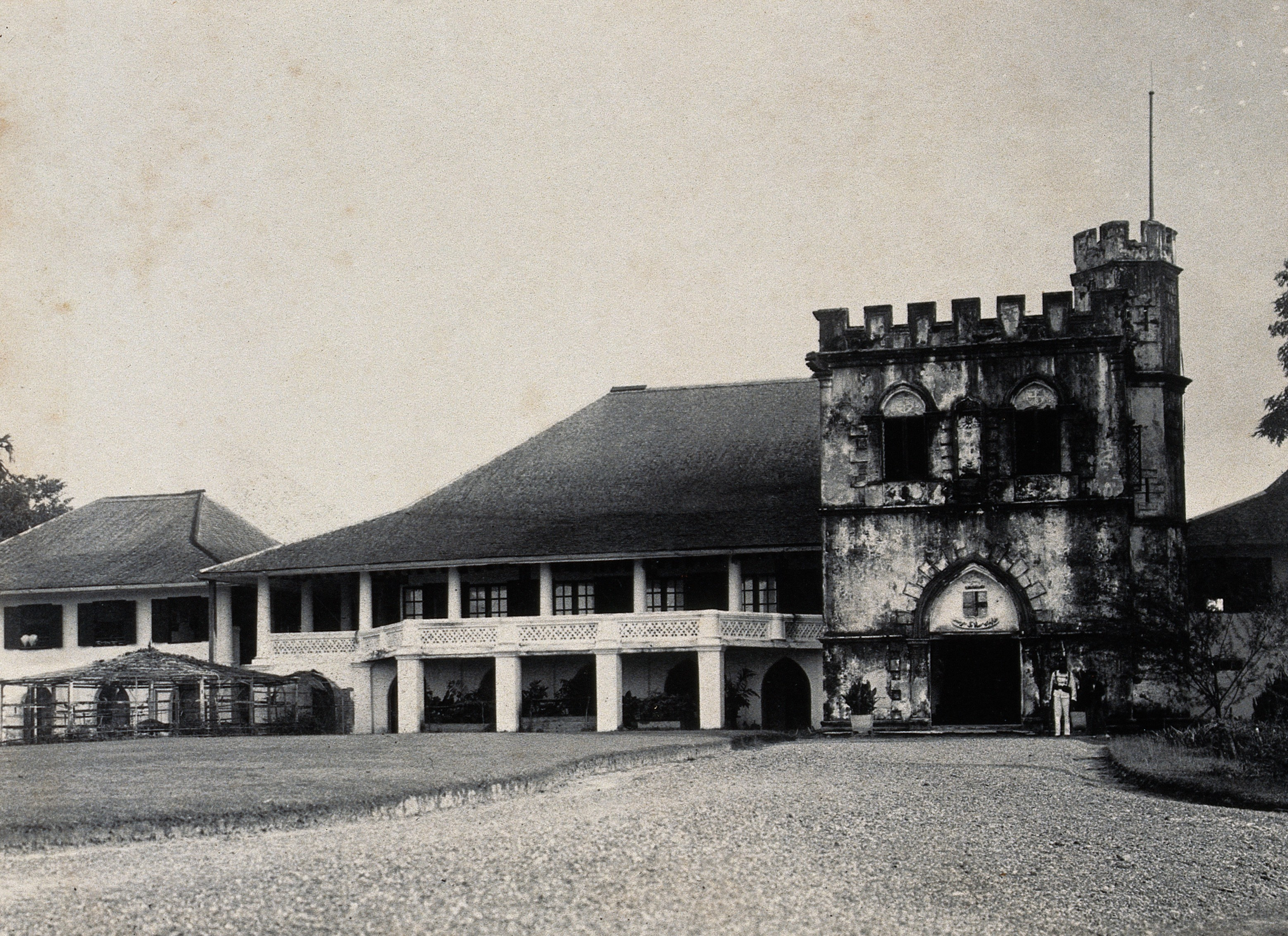
The Astana là cung điện của Rajah Trắng kể từ thời cai trị của Charles Brooke; k. 1896.

Vương quốc do ba đời Rajah Trắng cai quản mà không có bất kỳ can thiệp nào của chính phủ Anh, do vào thời Rajah thứ nhất họ đã gặp khó khăn trong việc giành được hỗ trợ tài chính của Anh do thiếu sự công nhận cũng như các thách thức liên tục từ cư dân địa phương. Chỉ dưới thời gian cai trị của Rajah thứ hai thì chính quyền mới bắt đầu được cải cách sau khi vương quốc được công nhận, khi một công vụ gọi là Công vụ hành chính Sarawak bắt đầu được thành lập. Công vụ thuê các công chức người châu Âu, chủ yếu là Anh, để điều hành các tiền đồn khu vực, tại đó cư dân được tiếp xúc và đào tạo theo nhiều phương pháp và văn hóa của Anh và châu Âu, trong khi giữ lại các phong tục của người bản địa. Sau khi giành được thêm lãnh thổ, vương quốc được chia thành 5 tỉnh, mỗi tỉnh do một thống sứ lãnh đạo. Rajah cũng khuyến khích thành lập trường học, dịch vụ y tế và giao thông.
Chính phủ hành động nhằm khôi phục hòa bình tại nơi mà nạn cướp biển và thù địch giữa các bộ lạc phát triển tràn lan, và thành công của chúng phụ thuộc hoàn toàn vào hợp tác của các trường làng bản địa, trong khi các công chức bản địa giữ vai trò là cầu nối. Sarawak Rangers được thành lập vào năm 1862 với vai trò là lực lượng bán quân sự của vương quốc. Họ được thay thế bằng Sarawak Constabulary vào năm 1932 với tư cách là lực lượng cảnh sát, gồm có 900 thành viên chủ yếu là người Dayak và người Mã Lai.
Dưới quyền cai trị bảo hộ, toàn bộ quyền lực được thi hành dưới tầm quan sát của chính phủ Anh song Sarawak được Rajah cai quản như một quốc gia độc lập có bảo hộ của Anh. Theo một hiệp định được ký kết vào ngày 14 tháng 6 năm 1888, hiệp định quy định:

Hiệp định giữa Chính phủ Anh và Rajah Sarawak về thiết lập một lãnh thổ bảo hộ thuộc Anh. —Ký kết tại Luân Đôn, 14 tháng 6 năm 1888.

I. Quốc gia Sarawak sẽ tiếp tục chịu sự cai trị và quản lý của Rajah và những người kế vị ông với tư cách là một nhà nước độc lập dưới sự bảo hộ của Anh; song sự bảo hộ này sẽ không trao quyền cho Chính phủ của Điện hạ được can thiệp việc quản lý nội bộ của Nhà nước nhiều hơn những gì được cung cấp tại đây.

II. Trong trường hợp có bất kỳ nghi vấn nào sau này phát sinh có liên quan đến việc kế vị người cai trị Sarawak hiện tại hoặc bất kỳ ai trong tương lai, vấn đề sẽ được chuyển cho Chính phủ của Điện hạ quyết định.

III. Quan hệ giữa Quốc gia Sarawak và toàn thể các quốc gia bên ngoài, bao gồm các nhà nước Brunei và Bắc Borneo, sẽ do Chính phủ của Điện hạ quản lý, hoặc phù hợp với hướng dẫn của họ; và nếu bất kỳ khác biệt nào xuất hiện giữa Chính phủ Sarawak và bất kỳ nhà nước nào khác, thì Chính phủ Sarawak đồng ý tuân theo quyết định của Chính phủ của Điện hạ, và thực hiện tất cả các bước cần thiết để có hiệu lực.

IV. Chính phủ của Điện hạ sẽ có quyền lập các viên chức lãnh sự Anh tại bất kỳ nơi nào của Quốc gia Sarawak, họ sẽ nhận được công nhận lãnh sự nhân danh Chính phủ Sarawak. Họ sẽ được hưởng bất kỳ đặc quyền nào thường được trao cho các viên chức lãnh sự, và sẽ được quyền treo quốc kỳ Anh trên dinh thự và công sở của họ.

V. Các thần dân, hoạt động thương nghiệp và tàu thuyền của Anh sẽ được hưởng cùng quyền lợi, đặc quyền và lợi thế giống như các thần dân, hoạt động thương nghiệp và tàu thuyền của quốc gia được ưu đãi nhất, cũng như bất kỳ quyền lợi, đặc quyền hoặc lợi thế nào mà thần dân, hoạt động thương nghiệp và tàu thuyền của Quốc gia Sarawak có thể được hưởng.

VI. Không có việc cắt nhượng hoặc chuyển nhượng nào khác đối với bất kỳ bộ phận lãnh thổ nào của Quốc gia Sarawak được thực hiện bởi Rajah hay những người kế vị ông cho bất kỳ quốc gia bên ngoài nào, hoặc các thần dân hoặc công dân của họ, nếu không có đồng thuận của Chính phủ của Điện hạ; song hạn chế này sẽ không áp dụng cho cấp hoặc cho thuê nhà đất thông thường cho các cá nhân nhằm mục đích cư trú, nông nghiệp, thương nghiệp, hoặc kinh doanh khác.

## Kinh tế

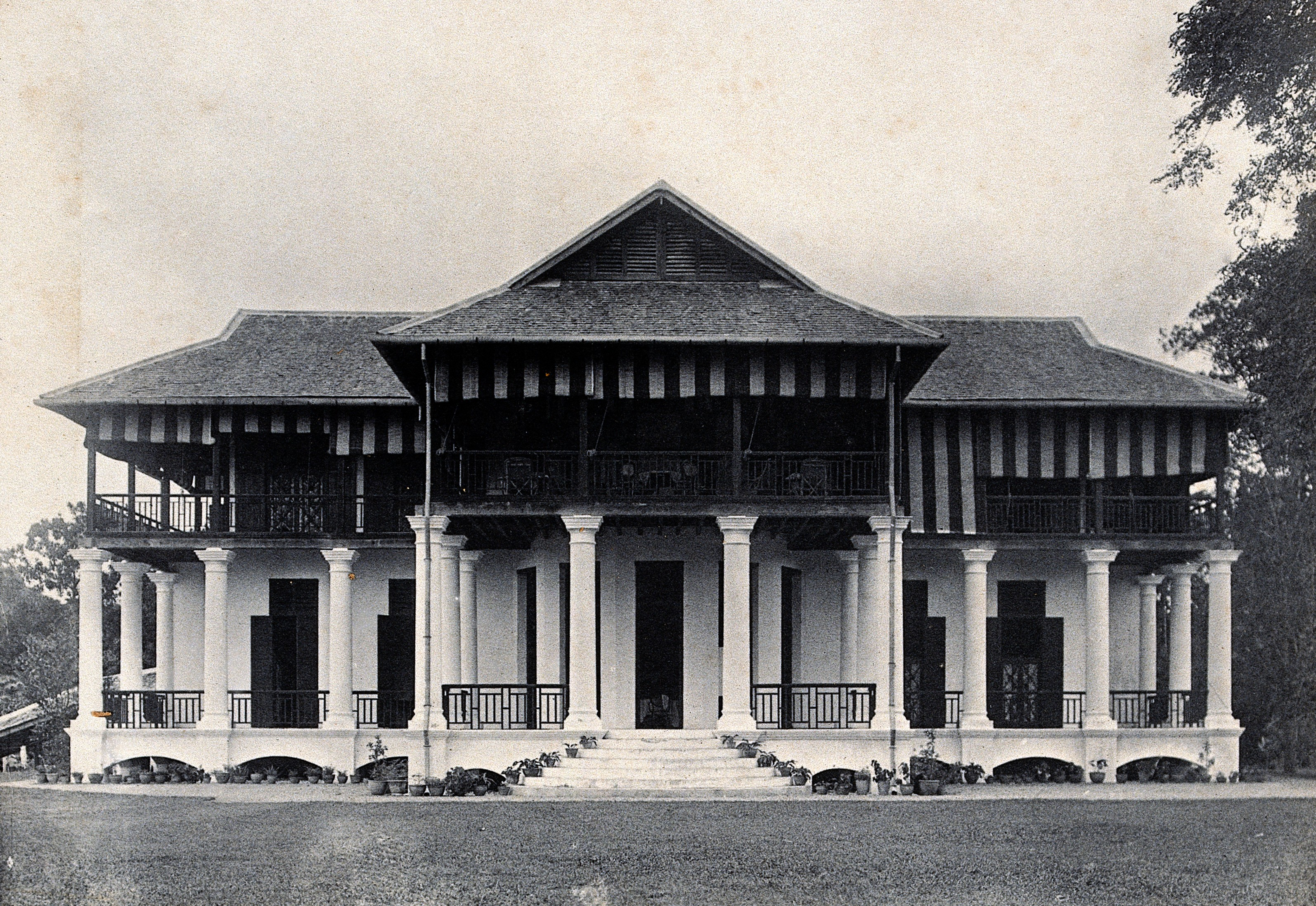
Tòa nhà của Công ty hữu hạn Borneo tại Kuching, k. 1896.

Kể từ khi giành được lãnh thổ đầu tiên của Sarawak, tức tỉnh thứ nhất, Brooke thu được lượng lớn antimon từ các mỏ xung quanh; song chúng bị cho thuê vào năm 1846 khi tự do mậu dịch được đảm bảo theo một hiệp định. Đến khi ông tới, một hệ thống chiếm hữu đất đai mang tên là Quyền lợi Phong tục Bản địa (NCR) đã được các cộng đồng bản địa thực thi. Do ưu tiên chủ yếu của Brooke là bãi bỏ tục săn đầu người trong các cộng đồng bản địa tại nội lục, nên các nhà chức trách của vương quốc tiến hành các cuộc tấn công kiên trì vào những làng của người Dayak Biển và buộc họ tiến hành phương thức sinh kế mới là làm vườn. Điều này được tiến hành do hầu hết người Dayak Biển khi đó từ chối loại bỏ văn hóa của họ và chỉ chấp thuận sau khi cuộc khởi nghĩa lớn của họ thất bại. Những nhóm Dayak khác như Dayak lục địa trước đó cũng tham gia săn đầu người, song hầu hết họ là những người ôn hòa tôn trọng pháp luật và chỉ trả đũa nếu bị bộ lạc khác tấn công; họ về sau trở thành những người đi theo trung thành của Brooke khi họ đồng ý bỏ văn hóa cũ. Hầu hết các làng duyên hải của người Mã Lai cũng bị tấn công, chúng nằm trong chính sách của vương quốc nhằm đấu tranh với nạn cướp biển và chế độ nô lệ. Các chính sách này thành công song vương quốc phải gánh số nợ cao do có một số cuộc khởi nghĩa lớn nhằm phản ứng trước chiến dịch trấn áp, đặc biệt là với tình hình kinh tế đình trệ vào đương thời.

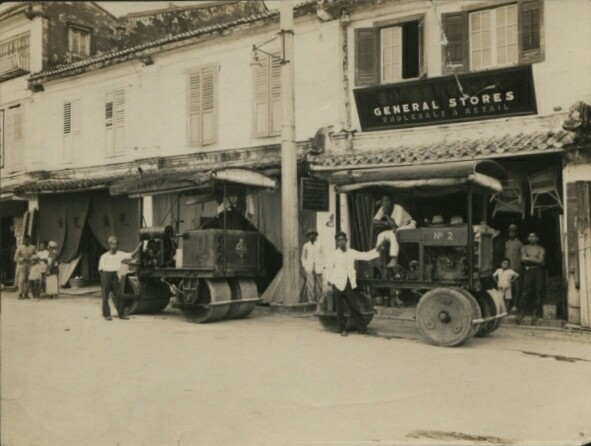
Chợ chính tại phố người Hoa của Kuching, k. thập niên 1900.

Một lượng lớn người Hoa bắt đầu định cư tại vương quốc trong thời kỳ cai trị của Rajah thứ nhất, điều này được Brooke khuyến khích nhằm xúc tiến kinh tế của vương quốc và tác động đến các cộng đồng bản địa nhằm khiến họ từ bỏ các hoạt động trước đó (như săn đầu người, cướp biển, nô lệ) bằng cách tham gia vào hoạt động kinh tế hiện đại. Hầu hết người nhập cư thế hệ thứ nhất này là các thợ mỏ và đến từ Sambas tại Borneo thuộc Hà Lan lân cận, sau đó họ hình thành một hệ thống Kongsi (công ty) tại Bau. Hoạt động nhập cư tiếp tục dưới thời Rajah thứ hai, ông khuyến khích thêm người Hoa nhập cư và xúc tiến lĩnh vực nông nghiệp của vương quốc; song cũng xuất hiện xung đột giữa chính phủ của Brooke và người Hoa vào năm 1857 và được cho là có liên quan đến Chiến tranh nha phiến lần thứ hai, hoặc các nguyên nhân khác. Công ty hữu hạn Borneo được thành lập vào năm 1856, họ tham gia vào nhiều lĩnh vực kinh doanh như mậu dịch, ngân hàng, nông nghiệp, khai mỏ và phát triển. Rajah thứ nhì hành động nhằm ổn định nền kinh tế và giảm nợ công, và kinh tế của vương quốc tăng trưởng đáng kể dưới thời ông cai trị; tổng xuất khẩu đạt 386.439 dollar Sarawak và nhập khẩu đạt 414.756 dollar Sarawak vào năm 1863.
Đến năm 1869, tổng giá trị mậu dịch đạt 3.262.500 dollar Sarawak. Trong cùng năm, Rajah cũng mời những nông dân người Hoa trồng tiêu và cầu đằng từ Singapore đến trồng các loại cây này tại Sarawak. Đến đầu thế kỷ 20, Sarawak trở thành một trong những nguồn cung cấp tiêu lớn trên thế giới. Vương quốc này tương đối chậm chân trong làn sóng cây cao su do Rajah thứ hai ưu tiên phát triển trồng trọt để sản xuất hàng hóa cho cư dân địa phương thay vì cung cấp đất cho các công ty châu Âu. Trong thời cai trị của ông, chỉ có năm đồn điền cà phê lớn khắp Sarawak. Trong khi đó, dầu mỏ bắt đầu được phát hiện vào những năm cuối trị vì của ông. Kể từ thập niên 1930, vương quốc trở thành trung tâm sản xuất nguyên liệu thô, với Singapore là đối tác mậu dịch chính do hầu hết doanh nhân người Hoa tại vương quốc dựa vào đảo này làm thị trường tiêu thụ hàng hóa.
Đồng một dollar được sản xuất vào năm 1858 và duy trì ngang giá với dollar Eo biển. Các mệnh giá khác được Bộ Ngân khố Chính quyền Sarawak phát hành thông qua chính quyền, các giấy bạc đầu tiên có ghi tiếng Anh, chữ cái Jawi và chữ Hán. Kể từ thập niên 1880, các giấy bạc có thể hiện chân dung của Rajah.

## Xã hội

### Nhân khẩu
Năm 1841, Sarawak có dân số bản địa là khoảng 8.000. Người Dayak là nhóm bản địa lớn nhất tại nội lục, bao gồm các dân tộc Iban, Bidayuh và các bộ lạc khác như Kayan, Kelabit, Kenyah, Lun Bawang và Penan, còn các khu vực duyên hải chịu sự chi phối của người Mã Lai địa phương tại Sarawak, người Melanau, người Brunei và người Kedayan. Chính phủ Sarawak hoan nghênh các lao công người Hoa nhập cư nhằm xúc tiến kinh tế. Sau nhiều kế hoạch nhập cư do các Rajah khởi xướng, dân số tăng lên 150.000 vào năm 1848, 300.000 vào năm 1893, 475.000 vào năm 1933, và 600.000 vào năm 1945.

### Hạ tầng

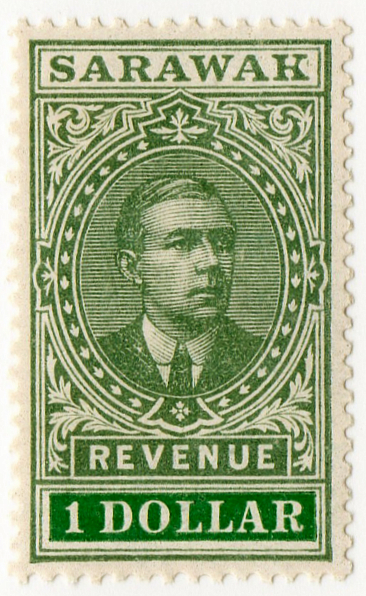
Tem thuế 1 dollar được phát hành vào năm 1918, in hình Charles Vyner Brooke.

Trong thời gian cai trị của Rajah thứ hai, cơ sở hạ tầng công công bắt đầu được chú ý. Kể từ thập niên 1930, đường điện báo liên kết vương quốc với Singapore. Các trạm điện báo vô tuyến nằm tại khắp các đô thị lớn tại Sarawak. Dịch vụ bưu chính cũng hiện diện trong khắp hệ thống chính quyền.
Các hệ thống thông tại Sarawak không liên kết với nhau, do đó các tàu duyên hải được chính quyền sử dụng để chở hàng hóa từ hệ thống sông này sang hệ thống sông khác. Chính quyền Brooke cũng lập nên một tuyến mậu dịch từ Kuching đến Singapore, dùng tàu riêng của ông là The Royalist và một tàu khác mang tên The Swift. Trong số các hàng hóa ban đầu trên tuyến này, có antimon, vàng và lâm sản. Công ty hữu hạn Borneo mua một tàu hơi nước khác mang tên Sir James Brooke để chở antimon, than đá và sago. Tàu trở thành phương tiện duy nhất để cư dân Sarawak đến Singapore. Charles Brooke cũng khuyến khích Phòng Thương nghiệp Sarawak lập tuyến tàu thủy riêng đến Singapore và đề xuất bán The Royalist cho Phòng Thương nghiệp. Năm 1875, "Công ty Tàu hơi nước Singapore và Sarawak" được thành lập, và ngay sau đó công ty này mua The Royalist và tàu hơi nước The Rajah Brooke. Có những lời than phiền rằng công ty cung cấp dịch vụ không thường xuyên cho khách hàng của mình, và đến năm 1908 chính quyền Brooke chuyển hai hai tàu hơi nước nhỏ khác là Adeh và Kaka cho công ty, mong đợi công ty cung cấp một dịch vụ thường kỳ. Năm 1919, các cổ đông người Hoa mua cổ phần của công ty, thanh lý công ty và thành lập một công ty mới mang tên là "Công ty tàu hơi nước Sarawak". Công ty bắt đầu lập các tuyến tàu liên kết các hệ thống sông Rajang, Limbang và Baram. Tuyến tàu Sibu-Singapore được công ty khai trương nhưng nhanh chóng chấm dứt do không đủ lợi nhuận. Sau suy thoái mậu dịch trong thập niên 1920, công ty phải chịu tổn thất nặng và về tay "Công ty tàu hơi nước Straits" có trụ sở tại Singapore. Công ty lập các chi nhánh tại Sibu và Bintulu và lập các đại lý tại các bến sông nhỏ khác. Việc Công ty tàu hơi nước Sarawak lập ra các tuyến tàu thủy đã cho phép cư dân bản địa tham gia các thị trường rộng hơn, do đó thu hẹp khoảng cách thu nhập giữa các khu vực đô thị và nông thôn tại Sarawak.

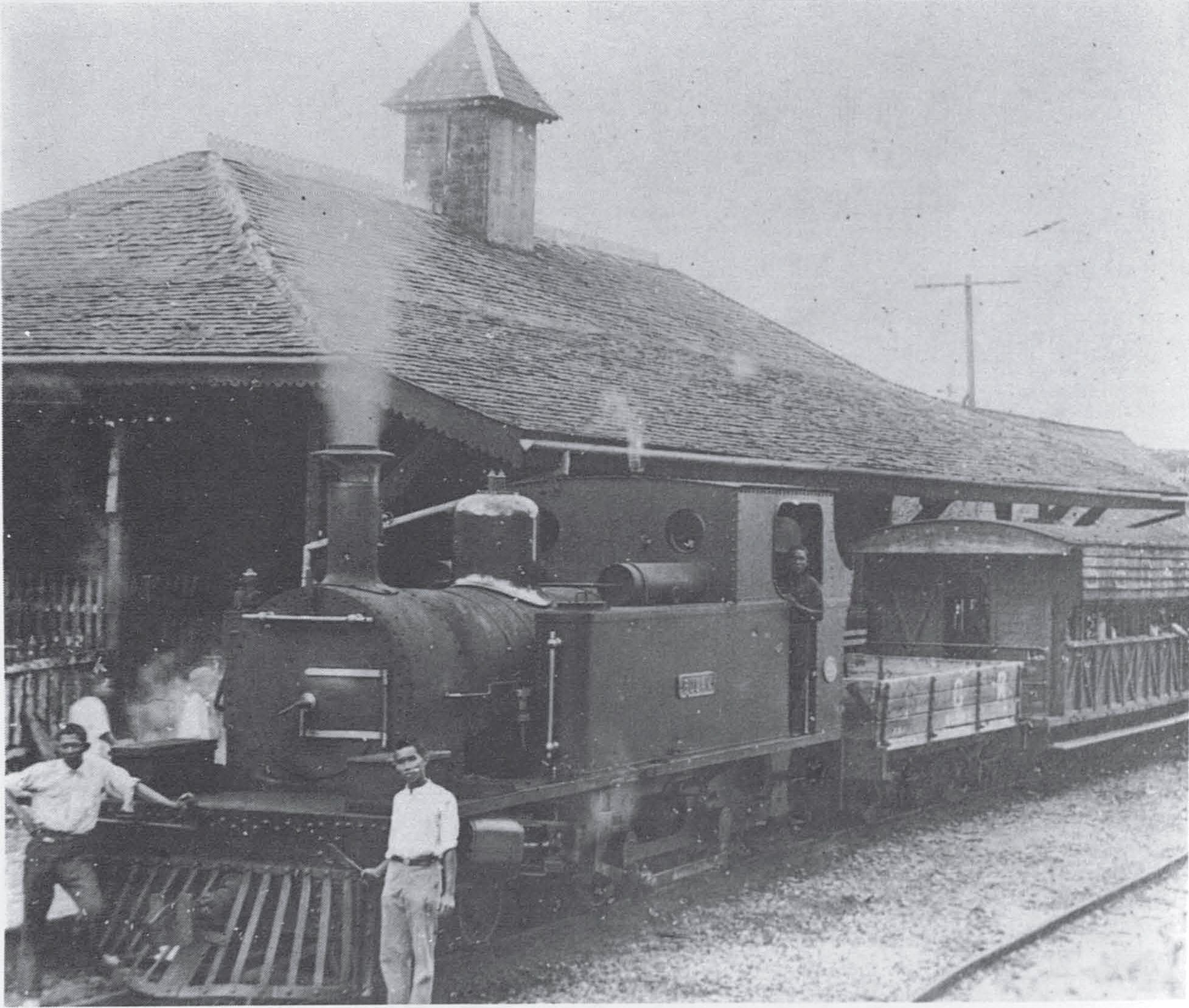
Một đầu máy xe lửa mang tên "Bulan" được lắp đặt sau khi đường sắt của chính phủ được khánh thành vào năm 1915.

Giao thông trên bộ tại Sarawak kém phát triển trong nhiều năm do môi trường đầm lầy quanh hạ lưu các sông, còn các khu rừng rậm tạo ra thách thức đáng kể đối với việc xây dựng đường bộ. Hầu hết các tuyến đường bộ được xây dựng gần khu vực duyên hải. Công ty hữu hạn Borneo và Sarawak Oilfields cũng xây dựng một số lượng nhỏ các tuyến đường bộ ngắn để phục vụ lợi ích kinh tế của họ. Trong khi đó, tại khu vực nội lục, người bản địa tạo ra các đường nhỏ bằng gỗ để nối giữa các làng và từ các làng đến rừng nhằm tạo thuận tiện cho thu thập lâm sản. Vào đương thời, các con sông vẫn là phương thức vận chuyển quan trọng nhất đến các thị trấn duyên hải. Trong 70 năm đầu cai trị của triều đại Brooke, các tuyến đường mòn được xây dựng để liên kết các đồn hành chính đến khu vực xung quanh. Sau thập niên 1930, chính sách được thay đổi sang tiếp cận các làng bằng đường sông. Tuy nhiên, việc xây dựng đường bộ trong thời kỳ Brooke không có sự phối hợp. Hầu hết các tuyến đường bộ nằm gần các thị trấn có đặc điểm là ngắn, ngoại lệ là tuyến đường Miri-Lutong quan trọng về kinh tế do Sarawak Oilfields xây dựng và tuyến đường Kuching-Serian do chính quyền Brooke xây dựng. Cùng với phát triển đường bộ, các loại xe bò được đem tới cùng với công nhân khuân vác, và xe đẩy tay vào giữa thế kỷ 19, tiếp đến là xe kéo vào cuối thế kỷ 19, và xe đạp vào đầu thế kỷ 20. Dịch vụ ô tô công cộng xuất hiện vào năm 1912 cùng với taxi tư nhân. Năm 1915, một tuyến đường sắt ngắn nối Kuching với Tenth Mile được khánh thành cho công chúng. Tuy nhiên, việc xây dựng một tuyến đường bộ song song với đường ray này sau đó đã báo hiệu sự sụp đổ của tuyến đường sắt vào năm 1931 sau khi chịu tổn thất nặng. Sau đó, đường sắt được sử dụng để vận chuyển đá từ Seventh Mile đến Kuching.
Điện năng lần đầu xuất hiện tại Kuching vào năm 1922 khi xây dựng một trạm điện gần một tuyến đường bộ mà nay có tên là "Power Street".

### Khoa học

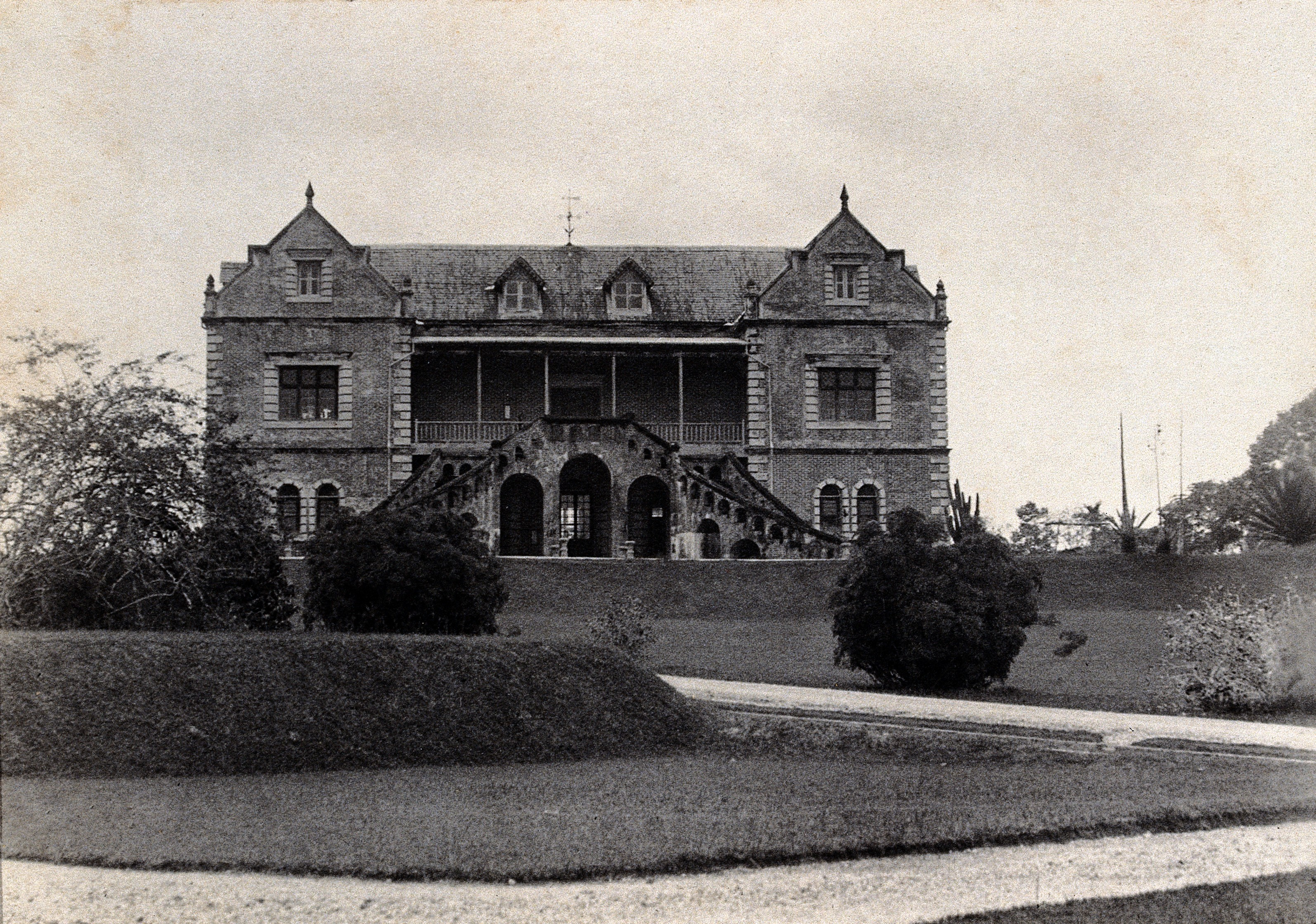
Tòa nhà Bảo tàng Sarawak được xây dựng vào năm 1896.

Năm 1854, Alfred Russel Wallace đến Kuching theo lời mời của James Brooke. Năm 1855, ông viết một bài báo có tựa đề "Quy luật đã điều chỉnh sự xuất hiện loài mới" và còn được gọi là "Quy luật Sarawak". Bài báo này đặt một tiền lệ cho sự phát triển của thuyết tiến hóa Darwin. Được Wallace tán thành, Charles Brooke phê chuẩn việc xây dựng Bảo tàng Nhà nước Sarawak vào năm 1888, đây là bảo tàng cổ nhất tại Borneo. Bảo tàng có các bộ sưu tập dân tộc học từ nhiều bộ lạc tại Sarawak, cùng với các mẫu động thực vật từ các chuyến khám phá trong rừng mưa. Charles Hose phụng sự dưới quyền Brooke trong thân phận quan chức thực dân tại khu vực Baram, ông tạo ra bản đồ đáng tin cậy đầu tiên về Sarawak. Ông cũng là một nhà nhiếp ảnh và nhà tự nhiên học có khát vọng. Ông được cho là khám phá nhiều loài thú và chim đặc hữu của Borneo. Một số mẫu vật của ông nay được lưu giữ tại Bảo tàng Anh.

### Truyền thông
Journal of the Royal Asiatic Society (từ 1820), Sarawak Gazette (since 1870), và Sarawak Museum Journal (từ 1911) có một lượng thông tin đáng kể về Sarawak trước và trong thời kỳ chính quyền Rajah.